# Preussiske forbund

Den Preussiske Liga (egentlig "Liga mod Vold og Uretfærdighed") blev grundlagt den 14. marts 1440 i Marienwerder. 53 adelige og 19 byer, herunder Danzig, Elbing og Thorn, sluttede sig sammen mod den tyske ordens vilkårlige styre.
| Citat | getreulich einander beizustehen, … die Gewalt und das Unrecht, das ihnen in früheren Zeiten geschehen, abzuwerfen (at trofast støtte hinanden, ... at vifte den vold og uretfærdighed, der skete for dem i tidligere tider, væk).. | Citat |
|       | |       |

Efter slaget ved Tannenberg, 1410, var den Tyske Orden i den første fred af Thorn 1411, blevet tvunget til at betale bidrag til Polen, som bragte den på randen af økonomisk ruin. Derfor pålagde Den Tyske Orden som suveræn yderligere skatter på de preussiske godser og hansestæder. Stænderne krævede derefter at få indflydelse på den religiøse stats regering, men blev ikke hørt. Inspireret af modstanden fra de preussiske godser udbrød der i 1441 et bondeoprør i Ermland, men det blev nedkæmpet af ordensbrødrene.
Mens stormester Konrad von Erlichshausen (1441-1449) forsøgte at indgå et kompromis med stænderne, forsøgte hans nevø og efterfølger Ludwig von Erlichshausen (1450-1467) at bringe det preussiske forbund sammen med paven og den romerske konge. Frederik 3. havde oprindeligt anerkendt alliancen i 1441, men den 1. december 1453 afgjorde kejseren striden til ordenens fordel.
Det preussiske forbund adlød derefter stormesteren som protektor, erklærede krig mod ordenen den 4. februar 1454 og underkastede sig sammen med sin leder Hans von Baysen, kong Kasimir 4. Jagiellon af Polen som protektor 6. marts 1454.
Løsrivelsesalliancen førte til Trettenårskrigen mod ordenen, som sluttede i 1466 med den anden fred i Thorn. Den del af det preussiske forbund, det lykkedes at undslippe ordensherredømmet, var knyttet til kongeriget Polen som "kongestaten Preussens kongelige del".